# Paul Rotach
Paul Rotach (* 21. März 1872 in Herisau; † 4. November 1955 in Waldstatt; heimatberechtigt in Schwellbrunn und ab 1898 in Herisau) war ein Schweizer Pädagoge, Kantonsrat und Regierungsrat aus dem Kanton Appenzell Ausserrhoden.

## Leben
Paul Rotach war ein Sohn von Heinrich Rotach, Lehrer und ab 1876 Zivilstandsbeamter, und der Anna Catharina Nägeli. Im Jahr 1894 heiratete er Sophie Schiess, Tochter von Johannes Schiess, Metzger, Wirt und Viehhändler.
Nach einer abgebrochenen Lehre als Koch besuchte er ab 1889 das Lehrerseminar in Kreuzlingen. Von 1903 bis 1905 studierte er Psychologie und Pädagogik an der Universität Zürich. In den Jahren 1892 bis 1895 unterrichtete er als Primarlehrer in Wienacht-Tobel (Gemeinde Lutzenberg) sowie von 1895 bis 1903 in Herisau.
Ab 1905 bis 1934 war er Gemeindeschreiber und Gemeinderat in Waldstatt. Von 1908 bis 1934 sass er im Ausserrhoder Kantonsrat. Er war von 1915 bis 1930 Mitglied der Landesschulkommission und ab 1915 bis 1934 des kantonalen Jugendgerichts. Dieses präsidierte er ab 1928. Von 1934 bis 1941 stand er als Ausserrhoder Regierungsrat der Polizei- und Steuerdirektion vor. Ab 1944 leitete er die neu geschaffene Kantonalbankagentur in Waldstatt. Ab 1903 war er Freimaurer.